# 住田貴彦
住田 貴彦（すみだ たかひこ、1991年3月12日 - ）は、鳥取県出身のサッカー選手、サッカー指導者。ポジションはフォワード（FW）。

## 経歴
中学生時代は鳥取県内のクラブチーム、鳥取セリオFCでプレー。1年上に丸谷拓也がいた。在籍中、日本クラブユースサッカー選手権や高円宮杯全日本ユースサッカー選手権の鳥取県大会および中国大会に出場した。
2006年、先に入学していた丸谷を追う形で、鳥取県立境高等学校に入学してサッカー部に入部。在籍中、3年連続で全国高等学校サッカー選手権大会出場を経験し、2年次に出場した第86回大会では、裏へ抜けるスピードとポストプレーに優れた選手として喧伝され、大会においても観客を沸かせたが、1回戦で室蘭大谷高等学校にPK戦で敗れた。翌年の第87回大会においては、「山陰の超特急」 の異名で呼ばれる選手として注目されたが、静岡県立藤枝東高等学校に敗れ、2回戦で同大会を終えた。
2008年11月、大分トリニータへの入団内定が発表され、翌2009年に入団。同年4月4日のJリーグディヴィジョン1第4節浦和戦にて公式戦に初出場した。また同年8月には静岡県内で開催されたSBSカップ国際ユースサッカーに出場するU-18日本代表メンバーに選出された。
2010年7月19日に地元チームであるガイナーレ鳥取に期限付き移籍で加入。シーズン終了後、期限付き移籍期間1年延長が決まった。2012年より、鳥取へ完全移籍。2014年シーズン終了後、契約満了により鳥取を退団。
2015年よりグルージャ盛岡に完全移籍。同年シーズン終了後、現役引退。
2016年からガイナーレ鳥取スクールコーチに就任、アマチュア選手としてSC鳥取ドリームスに加入。

## 所属クラブ
- 1998年 - 2002年 就将SC (米子市立就将小学校)
- 2003年 米子市立湊山中学校
- 2004年 - 2005年鳥取セリオFC
- 2006年 - 2008年 鳥取県立境高等学校
- 2009年 - 2011年 大分トリニータ
  - 2010年7月 - 2011年 ガイナーレ鳥取 (期限付き移籍)
- 2012年 - 2014年 ガイナーレ鳥取
- 2015年 グルージャ盛岡
- 2016年 - SC鳥取ドリームス

## 個人成績
| 国内大会個人成績 | 国内大会個人成績 | 国内大会個人成績 | 国内大会個人成績 | 国内大会個人成績 | 国内大会個人成績 | 国内大会個人成績 | 国内大会個人成績 | 国内大会個人成績 | 国内大会個人成績 | 国内大会個人成績 | 国内大会個人成績 |
| 年度             | クラブ           | 背番号           | リーグ           | リーグ戦         | リーグ戦         | リーグ杯         | リーグ杯         | オープン杯       | オープン杯       | 期間通算         | 期間通算         |
| 年度             | クラブ           | 背番号           | リーグ           | 出場             | 得点             | 出場             | 得点             | 出場             | 得点             | 出場             | 得点             |
| 日本             | 日本             | 日本             | 日本             | リーグ戦         | リーグ戦         | リーグ杯         | リーグ杯         | 天皇杯           | 天皇杯           | 期間通算         | 期間通算         |
| ---------------- | ---------------- | ---------------- | ---------------- | ---------------- | ---------------- | ---------------- | ---------------- | ---------------- | ---------------- | ---------------- | ---------------- |
| 2009             | 大分             | 18               | J1               | 2                | 0                | 0                | 0                | 0                | 0                | 2                | 0                |
| 2010             | 大分             | 18               | J2               | 5                | 0                | -                | -                | -                | -                | 5                | 0                |
| 2010             | 鳥取             | 19               | JFL              | 7                | 0                | -                | -                | 1                | 0                | 8                | 0                |
| 2011             | 鳥取             | 19               | J2               | 12               | 1                | -                | -                | 0                | 0                | 12               | 1                |
| 2012             | 鳥取             | 19               | J2               | 26               | 4                | -                | -                | 2                | 1                | 28               | 5                |
| 2013             | 鳥取             | 19               | J2               | 29               | 2                | -                | -                | 0                | 0                | 29               | 2                |
| 2014             | 鳥取             | 19               | J3               | 26               | 0                | -                | -                | 2                | 0                | 28               | 0                |
| 2015             | 盛岡             | 17               | J3               | 17               | 1                | -                | -                | 0                | 0                | 17               | 1                |
| 2016             | 鳥取D            | 91               | 中国             |                  |                  | -                | -                | -                | -                |                  |                  |
| 通算             | 日本             | 日本             | J1               | 2                | 0                | 0                | 0                | 0                | 0                | 2                | 0                |
| 通算             | 日本             | 日本             | J2               | 72               | 7                | -                | -                | 2                | 1                | 74               | 8                |
| 通算             | 日本             | 日本             | J3               | 43               | 1                | -                | -                | 2                | 0                | 45               | 1                |
| 通算             | 日本             | 日本             | JFL              | 7                | 0                | -                | -                | 1                | 0                | 8                | 0                |
| 通算             | 日本             | 日本             | 中国             |                  |                  | -                | -                | 0                | 0                |                  |                  |
| 総通算           | 総通算           | 総通算           | 総通算           | 124              | 8                | 0                | 0                | 5                | 1                | 129              | 9                |

その他の公式戦
- 2009年
  - パンパシフィックチャンピオンシップ 1試合0得点
- 2013年
  - J2・JFL入れ替え戦 1試合0得点
- 2009年4月4日 - プロ初出場 (J1・第4節) - 浦和レッドダイヤモンズ戦 (埼玉スタジアム2002)
- 2011年8月27日 - プロ初得点 (J2・第26節) - FC岐阜戦 (岐阜メモリアルセンター長良川競技場)

## 代表歴
- U-18 U-19日本代表
  - 2009年 SBSカップ・国際ユースサッカートーナメント(8/17～8/25)
  - 第7回仙台カップ国際ユースサッカー大会(9/9～9/13)
  - AFC U-19選手権2010 (予選)ラウンド グループF(11/7～11/17)